# Paralichthys californicus

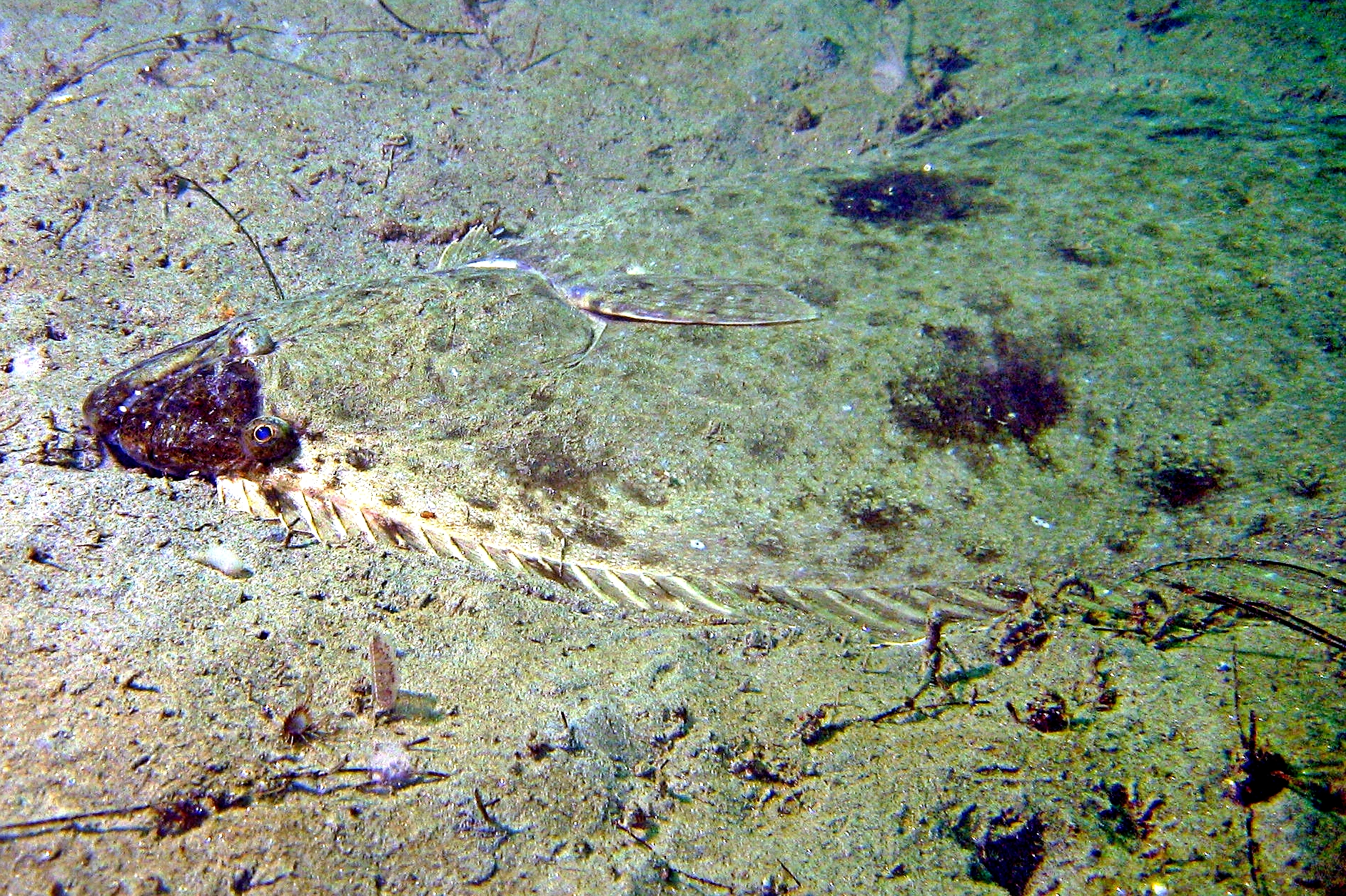
Um Paralichthys californicus bem camuflado

Paralichthys californicus é um peixe da família Paralichthyidae, nativo das águas da costa do Pacífico da América do Norte, do rio Quillayute [en], em Washington, até a Baía de Magdalena [en], na Baixa Califórnia.
Trata-se de um peixe demersal, que vive principalmente na coluna d'água inferior quando adulto. Habita regiões próximas à costa e nada livremente. É um peixe incomum, pois um olho migra de um lado para o outro à medida que cresce, passando de um alevino ou bebê vertical para um peixe adulto deitado de lado. Isso faz com que o peixe adulto tenha dois olhos para cima quando está deitado no fundo do oceano. A maioria dos peixes chatos geralmente tem olhos direitos ou esquerdos dominantes, mas o Paralichthys californicus é incomum por ter um número aproximadamente igual de cada tipo.
Como outros peixes chatos, o Paralichthys californicus se esconde sob a areia ou cascalho solto, camuflando-se no fundo do mar. Eles são predadores agressivos, usando essa camuflagem para emboscar efetivamente presas como peixes e invertebrados.

## Descrição
O Paralichthys californicus normalmente pesa de 3 a 23 kg, sendo que o maior pesa 32,7 kg. É raro, mas eles podem crescer até 1,52 m, e seu comprimento médio é de 30 a 61 cm. Os maiores peixes dessa espécie são as fêmeas, pois elas crescem mais rápido, e os machos não crescem tanto. O limite de captura legal que se aplica a todas as pescarias comerciais e recreativas de Paralichthys californicus é de 22 polegadas de tamanho e cerca de 4 libras de peso, e esse crescimento leva cerca de 3 a 5 anos para ser alcançado.
Esse é um peixe incomum, pois um olho precisa migrar de um lado para o outro à medida que ele cresce de um peixe bebê (alevino) para um peixe adulto que se deita de lado. O adulto tem dois olhos na parte de cima, pois está deitado no fundo. Diferentemente da maioria das espécies de peixes chatos, o Paralichthys californicus não mostra preferência pelo lado do desenvolvimento dos olhos, com desenvolvimento aproximadamente igual dos olhos do lado esquerdo e do lado direito.
A coloração do corpo é marrom-acinzentada com manchas marrons mais escuras. Sabe-se que eles mudam de cor e padrão para imitar substratos, servindo como uma camuflagem em lama bentônica, cascalho e areia. Eles usam isso para evitar predadores e emboscar presas.
Um peixe que se assemelha muito ao Paralichthys californicus é o Hippoglossus stenolepis [en], que é uma espécie maior encontrada no norte do Oceano Pacífico. Embora o Hippoglossus stenolepis tenha um formato de corpo achatado semelhante, ele é geralmente maior e pode chegar a 140 kg, e pode ser distinguido por sua coloração ligeiramente diferente e pela posição dos olhos. Além disso, o Hippoglossus stenolepis habita águas mais frias do que o Paralichthys californicus.

## Distribuição e hábitat

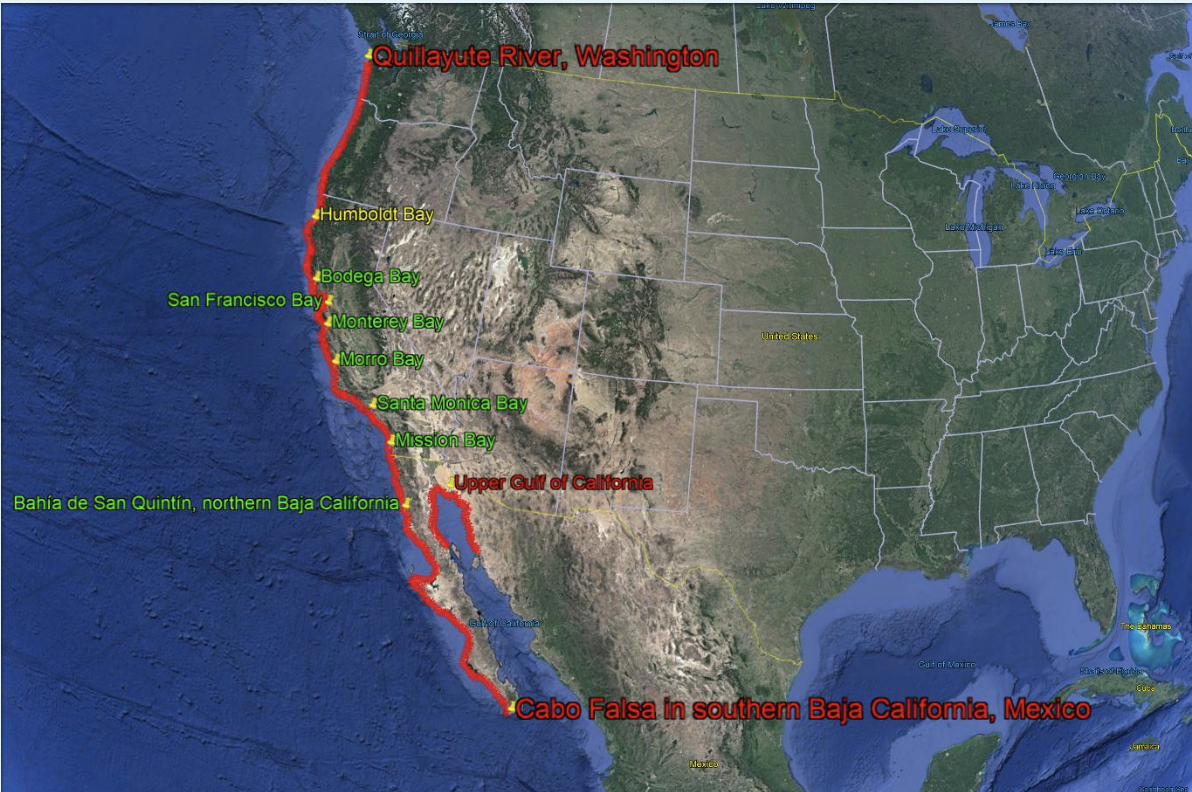
A faixa geográfica do Paralichthys californicus é indicada por uma linha vermelha e rótulos vermelhos, e a faixa comum é indicada por rótulos verdes

A área geográfica do Paralichthys californicus se estende do rio Quillayute, no norte de Washington, até o Cabo Falsa (22°50'N), no sul da Baixa Califórnia, México. Ele também foi registrado na parte superior do Golfo da Califórnia. Eles são mais comumente encontrados em Bodega Bay, no norte da Califórnia, até a Baía de San Quintín, no norte da Baixa Califórnia. Em associação com eventos de águas quentes, ele é ocasionalmente comum na Baía de Humboldt. Nessas regiões, o Paralichthys californicus adulto reside no fundo do mar, em áreas de águas rasas. No entanto, sabe-se que eles chegam a 317 m de profundidade.

## Dieta e predadores
O Paralichthys californicus é um predador carnívoro de emboscada que se alimenta de peixes e invertebrados. Eles ficam camuflados em sedimentos e nadam para fora do fundo do mar para se alimentar de peixes e invertebrados de cardume, como anchovas e lulas. Embora as presas comuns variem de acordo com a localização geográfica e o estágio de vida, outras presas geralmente incluem espécies de camarões, caranguejos, corvinas, peixes chatos, arenque e cavala, por exemplo.
O Paralichthys californicus adulto é considerado um predador de topo críptico na comunidade bentônica, uma vez que esse predador agressivo e carnívoro é muitas vezes esquivo na natureza e corre um baixo risco de predação devido ao seu tamanho adulto relativamente grande. Além dos seres humanos, mamíferos marinhos e espécies maiores de tubarões foram documentados se alimentando do Paralichthys californicus adulto. Entretanto, durante os estágios juvenis, o P. californicus tem mais predadores e provavelmente é comido por uma grande variedade de espécies, como tubarões e arraias, águias-pescadoras, cormorões e andorinhas-do-mar, e mamíferos marinhos, como focas, leões-marinhos e golfinhos.

## Biologia e ecologia

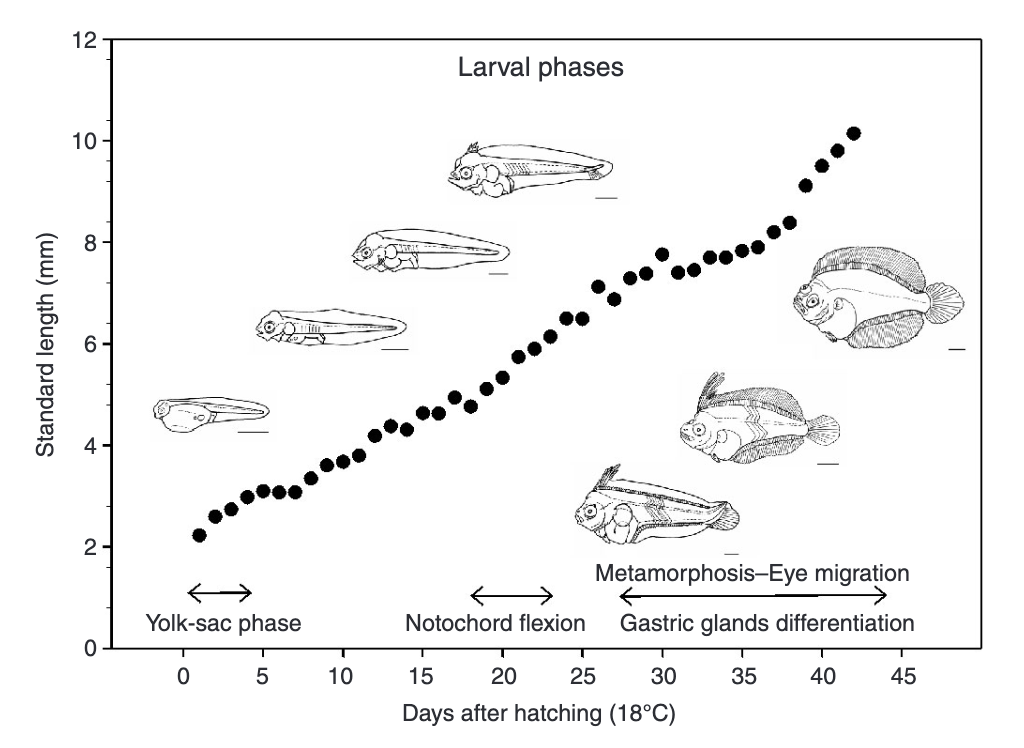
Crescimento do comprimento padrão do alabote da Califórnia desde a eclosão até a conclusão da metamorfose

O Paralichthys californicus tem uma vida útil máxima de cerca de 30 anos, embora os indivíduos raramente vivam além dos 15 anos e, normalmente, apenas as fêmeas atinjam essa idade avançada. Assim como outros peixes chatos, o P. californicus passa por uma metamorfose única durante seus estágios iniciais de vida, transformando-se de larvas simétricas em filhotes assimétricos. Inicialmente, como larvas, eles habitam a coluna d'água, mas, à medida que se metamorfoseiam, desenvolvem um olho em um lado da cabeça e se tornam peixes chatos que habitam o fundo do mar. Essa adaptação permite que eles mudem de hábitats pelágicos para bentônicos, onde passam a maior parte de suas vidas.
Esses peixes são reprodutores com alta fecundidade, o que significa que produzem milhares de filhotes em cada ciclo de desova. A desova ocorre principalmente entre a primavera e o verão, com os machos e as fêmeas se reunindo em águas em alto-mar para liberar seus óvulos e espermatozoides em águas abertas, permitindo que a fertilização ocorra externamente. Essa estratégia dispersa amplamente os óvulos fertilizados, aumentando as chances de sobrevivência das larvas. O pico da temporada de desova varia de acordo com a latitude, ocorrendo mais cedo nas águas mexicanas e progredindo para o norte através do sul e centro da Califórnia. Embora a desova ocorra fora dos estuários, baías como a Baía de São Francisco servem como hábitats de berçário essenciais para o crescimento e a maturação dos filhotes.
A determinação do sexo dependente da temperatura é observada no Paralichthys californicus. Quando criados a 15°C, eles se desenvolvem em uma quantidade igual de fêmeas e machos, mas em temperaturas mais altas (19°C e 23°C), mais machos são produzidos. Além disso, enquanto a maioria das espécies de peixes chatos tem uma preferência de olhos definida, o P. californicus pode se desenvolver com olhos esquerdos ou direitos, uma característica que ocorre durante a metamorfose por volta de 42 dias após a eclosão, quando um de seus olhos migra sobre a cabeça para se juntar ao mesmo lado do outro olho. Os filhotes que sobrevivem a esse estágio são resistentes, especialmente a mudanças na salinidade, embora os filhotes mais velhos possam ter tolerância reduzida.
O sucesso do recrutamento, ou a sobrevivência até a idade adulta, varia significativamente de acordo com a região, sendo que a região central da Califórnia apresenta maior variabilidade devido a fatores como afloramento e temperatura da superfície do mar, que podem afetar as taxas de sobrevivência das larvas. Essa variabilidade de recrutamento, influenciada por fatores abióticos, é fundamental para a manutenção de níveis populacionais saudáveis, pois o recrutamento insuficiente até a idade adulta pode ameaçar a estabilidade da população.

## Indústria e pesca recreativa

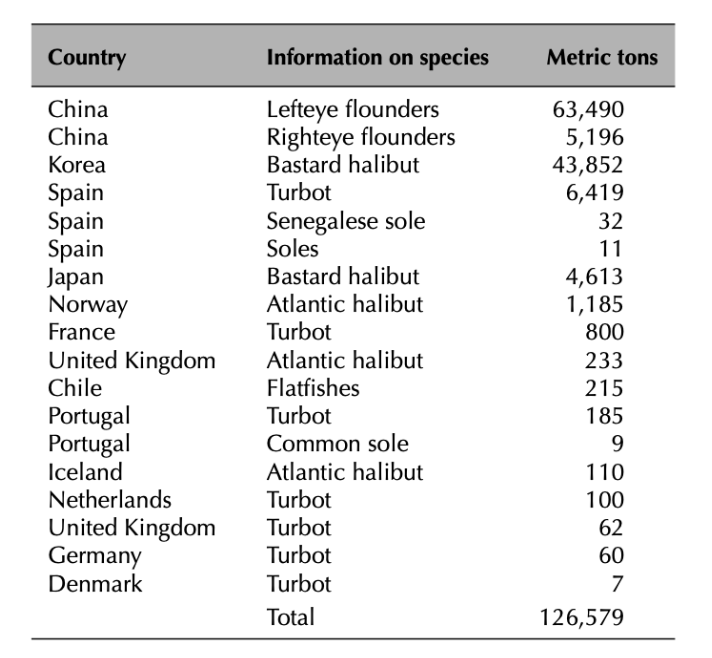
Produção de aquacultura de peixes chatos por país (FAO 2006)

Na costa do Pacífico, o Paralichthys californicus proporciona importantes pescarias recreativas e comerciais em toda a sua área de distribuição, desde a fronteira entre Oregon e Washington, nos Estados Unidos, até a parte sul da Baixa Califórnia, no México.
A pesca para fins recreativos e comerciais está aberta o ano todo, exceto pelo fato de que a pesca de arrasto é proibida de 15 de março a 15 de junho nas áreas de arrasto do Paralichthys californicus no sul da Califórnia. A pesca comercial com anzol e linha e a pesca recreativa são permitidas em todo o estado, exceto em áreas protegidas designadas. A pesca com redes de emalhar é limitada ao sul da Califórnia, especificamente ao sul de Point Arguello. Embora a pesca de arrasto seja permitida em todo o estado, ela deve ocorrer fora das águas estaduais. A pesca do P. californicus é comumente realizada em portos que vão de Bodega Bay a San Diego, ocasionalmente se estendendo mais ao norte até o porto de Eureka. Em 2019, foram registradas atividades de pesca de P. californicus em todos os principais complexos portuários do estado.
Várias instituições na Califórnia, incluindo a Universidade da Califórnia - Davis, o California Halibut Hatchery em Redondo Beach e o Hubbs-SeaWorld Research Institute em San Diego, fizeram parcerias com organizações no México, como a CICESE em Ensenada e a CIBNOR em La Paz, Baixa Califórnia do Sul. Juntos, eles pretendem estabelecer a base biológica necessária para o avanço da aquacultura dessa espécie, concentrando-se tanto na produção de filhotes para o aumento do estoque quanto no cultivo de indivíduos de tamanho comercial.
O Paralichthys californicus é um peixe chato altamente valorizado e uma mercadoria importante na Califórnia. Embora esteja disponível durante todo o ano, é especialmente abundante no verão e é comumente encontrado em restaurantes, mercearias e mercados de produtores da Califórnia. Também pode ser comprado diretamente na doca, inteiro ou vivo. O P. californicus raramente é congelado, pois o congelamento afeta negativamente sua textura, o que contribui para a natureza artesanal dessa pescaria e mantém grande parte do produto local na Califórnia.